# Hermann Kapps

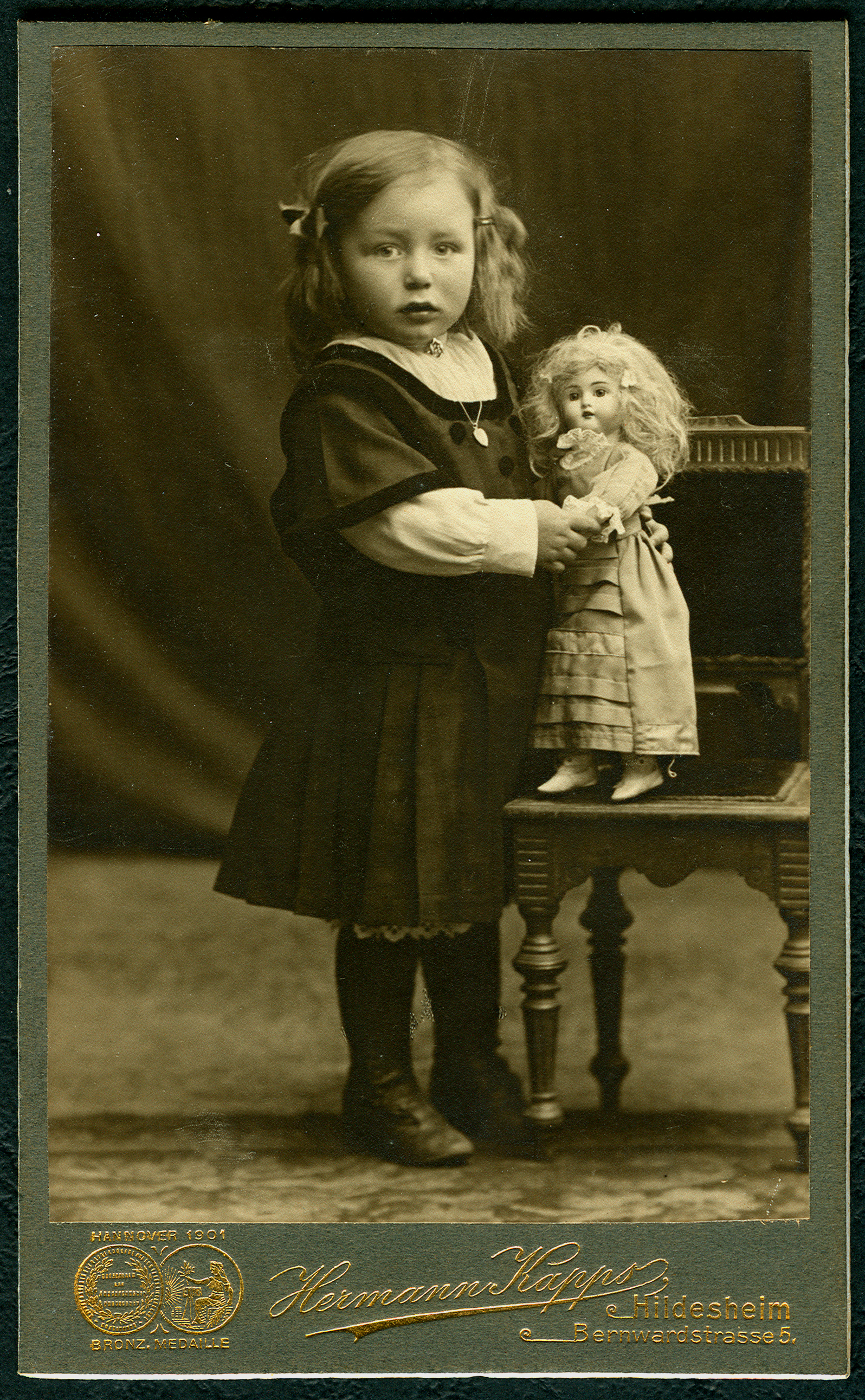
Atelier-Aufnahme eines Mädchens mit Porzellankopf-Puppe; Carte-de-Visite-Format mit goldenen Prägedruck der 1901 in Hannover errungenen Medaille

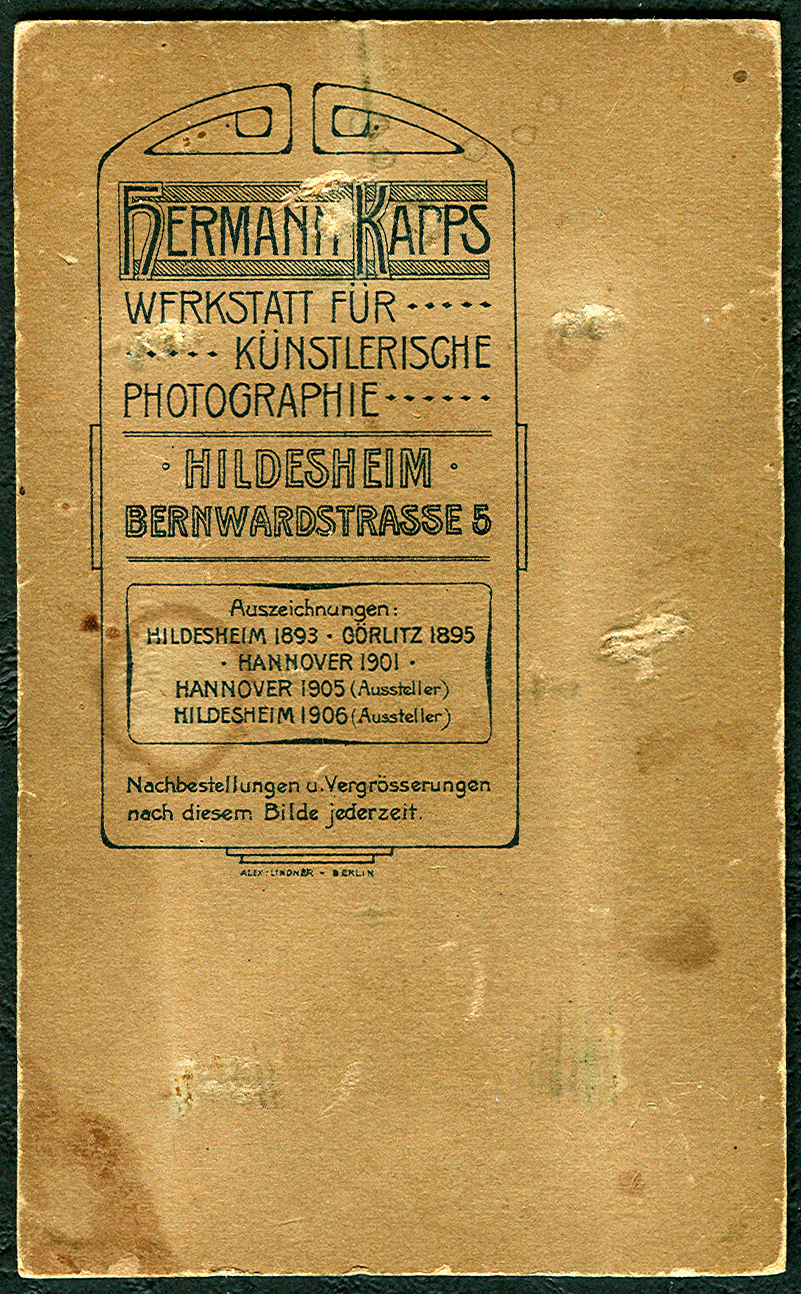
„Werkstatt für künstlerische Photographie“: Revers im Jugendstil mit Auflistung mehrerer Auszeichnungen, etwa in Görlitz 1895; Lithographie von Alex. Lindner, Berlin

Hermann Kapps (* 25. Dezember 1864; † 1922 oder später) war ein deutscher Unternehmer, Fotograf und Innungs-Obermeister.

## Leben
Hermann Kapps kam in der Spätzeit des Königreichs Hannover 1864 in Hildesheim zur Welt, mutmaßlich als Sohn des Schuhmachermeisters Carl Kapps oder des Drechslermeisters Wilhelm Kapps. Das „Photographenhandwerk“ erlernte Kapps bei Franz Heinrich Bödeker.
1889 verfasste Kapps als Schriftführer vom Verein der Photographie-Gehilfen zu Magdeburg einen „Festbericht zur 50jährigen Jubelfeier der Photographie“, wie die Deutsche Photographen-Zeitung (DPZ) später zu berichten wusste.
Ebenfalls noch in der Gründerzeit des Deutschen Kaiserreichs kündigte der junge Mann wenig später am 27. Juni 1890 in der Hildesheimer Allgemeinen Zeitung die Eröffnung eines eigenen Ateliers in der Bernwardstraße 5 an. In der Annonce listete Kapps bis aufs Kleinste seine angebotenen Leistungen, die heute zugleich Aufschluss über die damaligen technischen Möglichkeiten geben. Eine Spezialität waren seine in der Anzeige genannten „Interieurs“: Zum Fotografieren lebender Schafe, Schweine und Rinder benutzte er beispielsweise während der 1906 in Hildesheim abgehaltenen Landwirtschaftlichen Ausstellung einen speziell gemalten Bauernhaus-Hintergrund; ein Hinweis darauf, dass er solche Utensilien auf öfter für seine Aufnahmen benutzte.
Das Modernste, was Hermann Kapps seinen Kunden um die Jahrhundertwende offerieren konnte, wenn sie bei beispielsweise bei schlechtem Wetter Innenaufnahmen oder andere Fotos in Innenräumen verlangten, waren Magnesium-Blitz-Aufnahmen, die Anfang des 20. Jahrhunderts gerade erst entwickelt worden waren.
Kapps zum Verkauf angebotene „Reichhaltige Auswahl von Ansichten Hildesheims und Umgegend“ waren vermutlich keine eigenen Abzüge, sondern Bilder aus dem Verlag von Römmler & Jonas in Dresden oder Lichtdrucke seines Hildesheimer Kollegen Bödeker. Von Kapps signierte Serienfotos waren Ende des 20. in der Fachwelt nicht bekannt.
Kapps war Mitbegründer der Freien Photographen-Innung Hildesheim und stand dieser als Obermeister von 1902 bis 1922 vor.
Nach dem Zweiten Weltkrieg verkaufte Hermann Kapps sein Atelier in der Bernwardstraße und ließ sich anschließend in der Sedanstraße als „Photograph für Technik und Kunstgewerbe“ nieder.

## Archivalien
Archivalien von und über Hermann Kapps finden sich beispielsweise
- im Bildarchiv des Stadtarchivs Hildesheim: Gruppenaufnahmen in der Kunstgewerbeschule Hildesheim im Zeitraum von 1902 bis 1914, darunter vom Lehrerkollegium, dem Maler und Professor Wilhelm Maigatter und verschiedene Gruppenbilder der Unterrichtsklassen[3]